# Nicolas-Pierre Tiolier
Nicolas-Pierre Tiolier   (París, 9 de maig de 1784 - París, 25 de setembre de 1843) va ser un escultor, gravador i medaller francès.
Era fill de Pierre-Joseph Tiolier (1763-1819), que també era gravador.

## Biografia
Nicolas-Pierre Tiolier obtngué el primer Prix de Rome de gravador amb Le Génie de la gravure présente un cachet à l'Empereur el 1805.
Va ser gravador oficial de monedes del Primer Imperi francès.
Va ser succeït per Jacques-Jean Barre el 1843.

## Obres

### Escultures

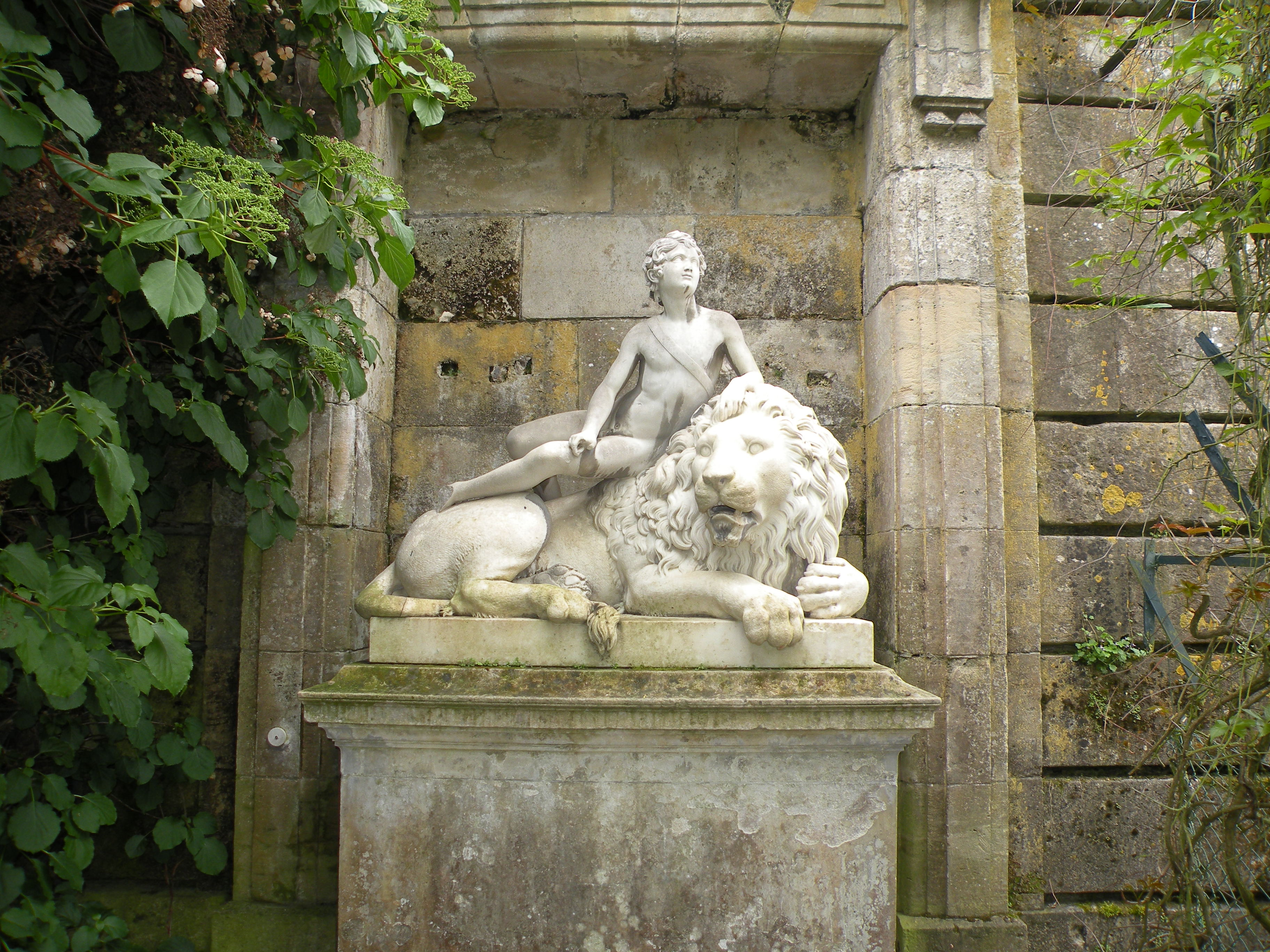
La Force asservie par l'Amour, obra en marbre, 1824, visible al parc del Château de Compiègne.

- La Force asservie par l'Amour, obre en marbre, 1824, visible al parc del Château de Compiègne.

### Monedes

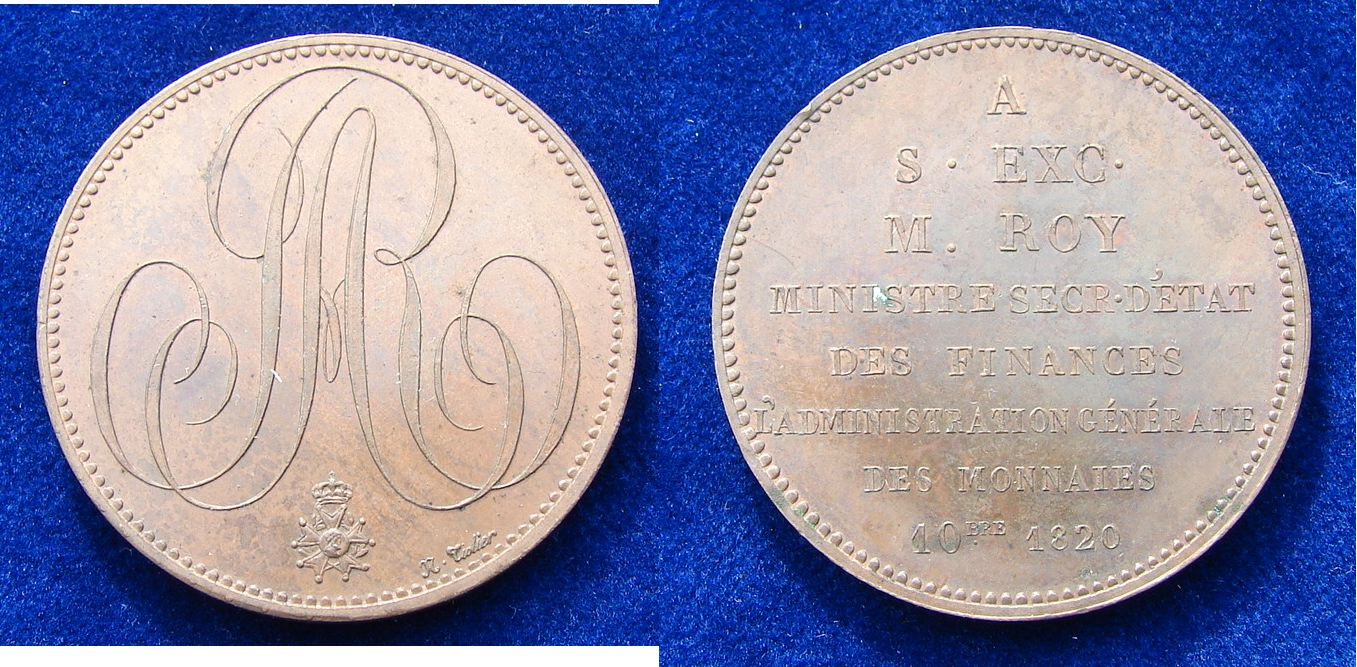
Medalla de 1820 en bronze, homenatge de la Monnaie de Paris a Antoine Roy, ministre de finances del rei Louis XVIII de França.

- « Pièce de plaisir », médaille en hommage à Antoine comte Roy (bronze, 1820).
- Pièce de 5 francs à l'effigie de Louis-Philippe Ier (argent, 1830 à 1831).[3]